# Roppongi
Roppongi (六本木, Roppongi) est un district de l'arrondissement de Minato de la ville de Tokyo, au Japon. Il est connu par sa vie nocturne et la présence de touristes étrangers et expatriés, bien que la majorité des visiteurs soient japonais. Il est situé dans la portion sud du cercle décrit par la ligne circulaire Yamanote, au sud d'Akasaka et au nord de Azabu.

## Histoire

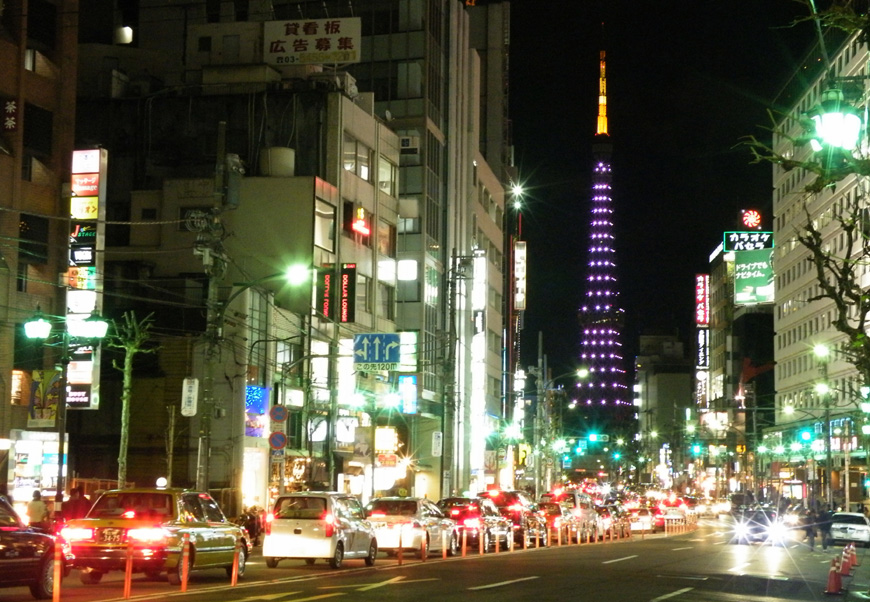
Roppongi de nuit, avec au loin la tour de Tokyo

Le nom « Roppongi » signifie « six arbres ». Une légende dit que ce toponyme vient du fait que les noms de six familles de daimyo qui y avaient une résidence pendant la période Edo, faisaient chacun référence à un « arbre ».
Simple croisement de deux rues jusqu'après l'ère Meiji, Roppongi est devenu par la suite le secteur des divisions pour l'armée japonaise impériale. Le quartier faisait partie administrativement d'Azabu de 1878 à 1947. Après la Seconde Guerre mondiale, l'armée des États-Unis s'y est établie, donnant à Roppongi la réputation d'être un quartier d'étrangers. Plusieurs installations militaires importantes des États-Unis ont été installées dans ce secteur, les plus significatives étant les Hardy Barracks[réf. nécessaire]. Le secteur s'est aussitôt peuplé de magasins de style occidental, de bars, de restaurants, de maisons de prostitution[réf. souhaitée] et de bars à hôtesses, afin de pourvoir aux besoins des étrangers en grande concentration dans le quartier.
En 2003 s'est ouvert le complexe de bureaux et commerces Roppongi Hills, dont fait partie la Roppongi Hills Mori Tower, gratte-ciel de 238 mètres qui abrite le musée d'art Mori. En 2007, un nouveau complexe est ouvert : Tokyo Midtown, où l'on trouve le 21 21 DESIGN SIGHT et le musée d'art Suntory, à proximité du centre national des Arts de Tokyo ouvert la même année. Ces nouveaux bâtiments ont transformé l'image du district en un quartier plus raffiné.

## Économie
De nombreuses grandes entreprises japonaises ont leur siège dans le quartier : Anderson Mōri & Tomotsune (en), Livedoor, Rakuten, TV Asahi ou encore Yahoo! Japan. Les bureaux japonais de Google, Credit Suisse, Goldman Sachs et Skadden Arps se situent également à Roppongi.

## Ambassades
On trouve plusieurs ambassades à Roppongi, notamment celles d’Arabie saoudite, d’Espagne, des Philippines, de Singapour et de Suède.

## Transport
Deux stations de métro permettent d'accéder à Roppongi : la station Roppongi desservie par les lignes Tokyo Metro Hibiya et Toei Ōedo et la station Roppongi-itchōme desservie par la ligne Tokyo Metro Namboku. La station Nogizaka de la ligne Tokyo Metro Chiyoda se situe également à proximité.